# Саїф
Саїф(κ Ori, 53 Ori, Kappa Orionis, Каппа Оріона) — блакитний надгігант і південно-східна зірка сузір'я Оріон. Як і інші зірки, вона трансформується з часом в наднову. ЇЇ ім'я походить від арабської фрази «саїф аль джаббар», що перекладається як «меч велетня» або «меч мисливця».

## Характеристика
Саїф відноситься до найгарячіших зірок у сузір'ї Оріон, його температура близько 26 000 К. Саїф — біло-блакитна зірка спектрального класу B і знаходиться на відстані приблизно 628 св. років від Сонця. Світність Саїфа перевищує сонячну в 57 500 разів. Хоча Саїф і розташований приблизно на тій самій відстані від Сонця, що й Рігель, він світить на нашому небі слабше, оскільки більшу частину своєї енергії він випромінює у невидимому діапазоні. По спектру Саіф належить до класу яскравих надгігантів і його життєвий цикл у поточній фазі добігає кінця, хоча його світність і температура дуже схожі зі стабільними водневими зірками.
Досить велика світність у Саїфа навела вчених на думку, що її маса знаходиться в межах 15-17 мас Сонця. Така велика маса говорить про те, що наприкінці свого життєвого циклу ця зірка може вибухнути як наднова.

## Астрономічні характеристики
Нерухома зірка, 53 каппа Оріона. Видима зоряна величина 2.06m. Спектральний клас B0.5 Ia. Відстань від Саїф до Сонця 111 пк. Астрономічний стан на 2000 р.: AR=5 год 47.8 м; D=-09°40'; Long=086°23'54"; Lat=-33°04'14". Птолемей вказував, що у малюнку сузір'я Саїф перебуває " під правим, наступним коліном " Оріона. Арабські астрономи називали цю зірку ар-рідж ас-саласу — «третя нога». Мабуть, це пов'язано з уявленням про Оріона як «подвійну людину». Згідно Птолемею, Саїф впливає, подібне до Юпітера і Сатурна.
У теорії системної інтерпретації зірок Д.Куталева Саіф як каппа Оріона співвідноситься зі стихією Землі на третьому рівні прояву, а як зірка класу B0.5 зв'язана із Сатурном і Юпітером. Згідно з цією теорією, Саїф означає доблесть і хоробрість, які мають бути спрямовані на досягнення благих цілей, на служіння найвищим цінностям. Якщо ж переможуть егоїстичні устремління, то нас чекають важкі наслідки і «духовна сліпота».
Екліптична довгота Саїф майже точно збігається з довготою зірки Вазн (хоча є суттєва різниця по широті та у величинах AR та D), тому вплив цих двох зірок можуть накладатися один на одного.